# York, Pennsylvania
York là một thành phố tại tiểu bang Pennsylvania, Hoa Kỳ. Thành phố còn được mệnh danh là Thành phố Hoa hồng trắng theo biểu tượng của nhà York. Thành phố tọa lạc tại South Central Pennsylvania, có diện tích  km², dân số là 40.862 người theo điều tra dân số năm 2000. Khi kết hợp với các quận xung quanh West York và North York và Spring Garden, West Manchester, và Springettsbury, dân số vùng đô thị Đại York là 99.764 người. York là quận lỵ của quận York,6 và có tọa độ 39°58′0″B 76°45′0″T / 39,96667°B 76,75°T. York là thành phố lớn thứ 14 của tiểu bang Pennsylvania.